# 테리투아르 드 벨포르

테리투아르드벨포르 주의 위치

테리투아르 드 벨포르(프랑스어: Territoire de Belfort)는 프랑스 동부에 위치한 프랑슈콩테 지방의 데파르트망으로, 주도는 벨포르이며 인구는 144,600명(2007년 기준), 면적은 609km2, 인구밀도는 237.4명/km2이다.

## 역사
테리투아르 드 벨포르 주는 본래 오랭 주의 일부였으나 프랑스-프로이센 전쟁 종전 후 1871년 당시 기존 오랭 주의 영역 중 프랑스 영토로 남게 된 지역에 새롭게 설치되었다. 현재의 테리투아르 드 벨포르 주와 오랭 주의 경계는 1871년부터 1919년까지 유효했던 프랑스와 독일의 국경과 일치한다.

## 인구
| 연도 | 인구    | ±% p.a. |
| ---- | ------- | ------- |
| 1872 | 56,781  | —       |
| 1881 | 74,244  | +3.02%  |
| 1891 | 83,670  | +1.20%  |
| 1901 | 92,304  | +0.99%  |
| 1911 | 101,386 | +0.94%  |
| 1921 | 94,338  | −0.72%  |
| 1931 | 99,403  | +0.52%  |
| 1936 | 99,497  | +0.02%  |
| 1946 | 86,648  | −1.37%  |
| 1954 | 99,427  | +1.73%  |

| 연도 | 인구    | ±% p.a. |
| ---- | ------- | ------- |
| 1962 | 109,371 | +1.20%  |
| 1968 | 118,450 | +1.34%  |
| 1975 | 128,125 | +1.13%  |
| 1982 | 131,999 | +0.43%  |
| 1990 | 134,097 | +0.20%  |
| 1999 | 137,408 | +0.27%  |
| 2006 | 141,201 | +0.39%  |
| 2011 | 143,348 | +0.30%  |
| 2016 | 144,089 | +0.10%  |

|  | 기술적 문제로 인해 그래프를 일시적으로 사용할 수 없습니다. 파브리케이터와 미디어위키 위키에 더 자세한 정보가 있습니다. |

## 같이 보기
- 테리투아르드벨포르주의 캉통